# Zdeněk Krč
Zdeněk Krč (* 17. dubna 1936) byl český a československý politik KSČ, za normalizace místopředseda vlády České socialistické republiky, předseda České plánovací komise a poslanec České národní rady.

## Biografie
V 50. letech byl aktivní jako funkcionář Československého svazu mládeže. V roce 1954 se stal členem KSČ. Byl předsedou celozávodního výboru KSČ, členem Městského výboru KSČ a jeho předsednictva. Vystudoval Vyšší průmyslovou školu hornickou a nastoupil jako technik na Důl Vítězný únor a odborné učiliště Dolu Zárubek. V roce 1964 absolvoval Vysokou školu báňskou Ostrava. V období let 1965-1967 byl pak politickým pracovníkem Městského výboru KSČ Ostrava. Od roku 1971 působil na postu tajemníka Krajského výboru KSČ Severomoravský kraj pro stranickou práci v průmyslu. Tuto funkci zastával až do roku 1983. Zasedal rovněž v sekretariátu a předsednictvu Krajského výboru KSČ. Bylo mu uděleno Vyznamenání Za vynikající práci.
V červnu 1983 byl jmenován členem české čtvrté vlády Josefa Korčáka jako její místopředseda a zároveň předseda České plánovací komise. Oba posty si udržel i v následující vládě Josefa Korčáka a Ladislava Adamce až do prosince 1987. XVII. sjezd KSČ v roce 1986 ho zvolil členem Ústředního výboru KSČ.
V říjnu 1984 usedl do České národní rady, když nahradil zemřelého poslance Miroslava Hlaváčka. Po sametové revoluci se před únorem 1990 vzdal mandátu v rámci procesu kooptace do ČNR.